# HK Orange 20
HK Orange 20 – słowacki klub hokejowy stanowiący drużynę juniorską do lat 20 uczestniczącą w krajowych rozgrywkach ligowych. 

## Historia
Chronologia nazw
- HK VSR SR 20 (2007-2008)
- HK Orange 20 (od 2008)

Ze względu na niepomyślny udział reprezentacja Słowacji do lat 20 na mistrzostwach świata w 2007, celem przygotowania się do kolejnej edycji stworzono drużynę złożonę z zawodników w tej kategorii wiekowej, której umożliwiono przygotowania, a w ich ramach występy w narodowych seniorskich rozgrywkach ekstraligi. W przeciwieństwie do reszty zawodowych drużnych klubowych, zspół juniorski rozgrywa 34 zamiast 54 meczów w sezonie zasadniczym, zaś jej rezultaty nie są uwzględniane w zestawieniach wszystkich zespołów. W kolejnym turnieju rangi mistrzostwach świata juniorów do lat 20 w  2008 reprezentacja Słowacji zajęła 7. miejsce, a tym samym poprawiła się jedynie o jedną lokatę w porównaniu z poprzednim turniejem. 
Od sezonu 2011/2012 drużyna rozgrywa spotkania także z klubami 1. ligi słowackiej.
Do 2011 siedzibą zespołu był Púchov. Od sezonu 2012/2013 drużyna przeniosła się do Bratysławy.